# Greystone Park Psychiatric Hospital

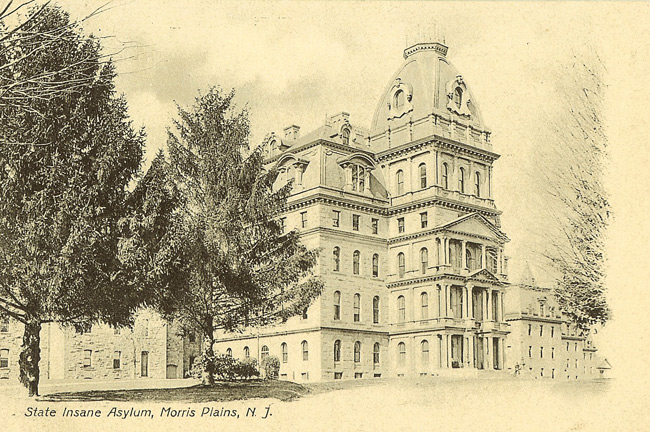
Cartolina postale del Greystone Park Psychiatric Hospital.

Il Greystone Park Psychiatric Hospital, in italiano Ospedale Psichiatrico del parco di Greyston, (conosciuto anche come Greystone Psychiatric Park, Greystone Psychiatric Hospital o semplicemente Greystone) è un complesso di due edifici nello Stato del New Jersey: il vero e proprio ospedale e l'edificio storico da esso occupato.
Un nuovo impianto è attualmente in costruzione nel grande campus della struttura e ne reca lo stesso nome.

## Storia

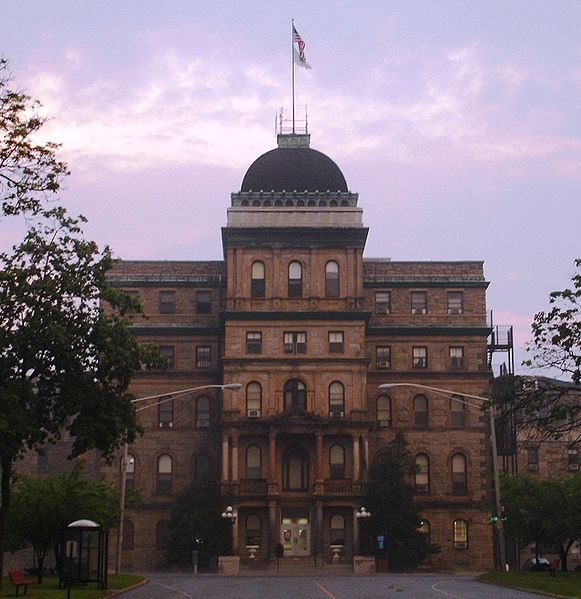
L'edificio principale

Aperto il 17 agosto 1876, l'ospedale era originariamente noto come New Jersey State Lunatic Asylum at Morristown, ovvero Manicomio dello stato del New Jersey a Morristown: ha ricevuto il nome attuale solo nel 1924.
Il Greyston è stato concepito nel 1870, in seguito alle pressioni di Dorothea Lynde Dix, un'attivista che curava gli interessi dei malati di mente: lo stato del New Jersey stanziò 2,5 milioni di dollari per ottenere circa tre chilometri quadrati di terreno (743 acri); fu esaminato con cura un terreno al centro del triangolo formato dalle città di Newark, Morristown e Parsippany.
Il terreno su cui è stato costruito il Greystone è stato acquistato dallo Stato in due rate tra 1871 e 1872 per un totale di $146.000; sin dall'inizio la struttura ha avuto gravi problemi di sovraffollamento: c'erano infatti 800 pazienti, mentre il limite dell'edificio era di 600. Nel 1887 alcune stanze sono state convertite in dormitori per creare camere extra per l'afflusso di nuovi pazienti. L'episodio più significativo dei sovrappopolazione è stato in seguito alla Seconda guerra mondiale, con 7674: molti soldati soffrivano di disturbo post traumatico da stress, che veniva curata con terapie shock con l'insulina e terapia elettroconvulsivante; il Greyston era uno dei pochi luoghi del paese a trattare questo tipo di pazienti.
Nel 1914 la struttura ospitava 2.412 persone, per passare poi a una capienza massima di 1600 malati.

### Tempi moderni

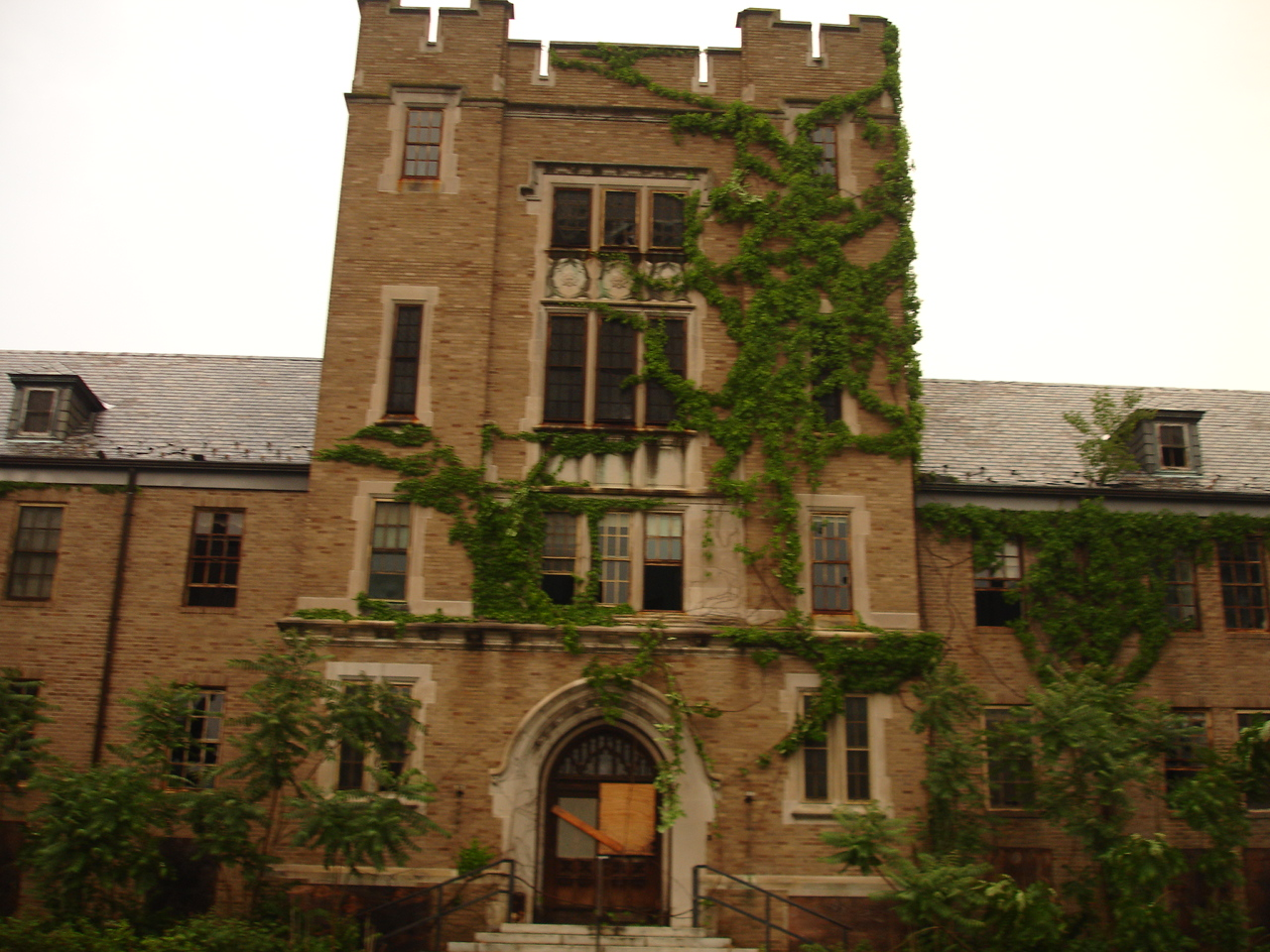
Il Curry Building, demolito nel 2008.

Negli anni '70 e '80 c'è stata finalmente una riduzione del numero di persone, grazie alla de-istituzionalizzazione, effetto diretto dell'uso della clorpromazina, uno dei primi farmaci contro i problemi mentali. Questo fenomeno ha portato ad uno spopolamento dell'impianto, al punto che la governatrice del New Jersey nel 2000 ha annunciato che tre anni dopo l'edificio sarebbe stato chiuso. Alcuni pazienti sono stati lentamente trasferiti in altri centri: nel 2005, il numero di malati si è ridotto a 450.

L'8 settembre 2005 la New Jersey Health Care Facilities Financing Authority ha stanziato 186.565.000 dollari per la costruzione di nuovi impianti, aperti nel 2007, ai quali mancano attualmente 75 posti letto.

La decisione di chiudere la precedente struttura è stata suggerita da diversi fattori: oltre all'età degli edifici, infatti, ha avuto un ruolo importante il fatto che l'ospedale aveva una cattiva immagine: gli stupri, i pazienti in gravidanza, i suicidi e la fuga di uno stupratore condannato due volte infangavano il nome dell'ospedale.

L'attuale Greystone Park comprende più di un miglio quadrato di terreno, su cui sorgono 43 edifici.
Ora alcuni edifici sono stati demoliti e la struttura è stata utilizzata per le riprese del primo, doppio episodio della sesta stagione della serie televisiva statunitense Dr. House - Medical Division, nel "ruolo" del fittizio Mayfield Psychiatric Hospital.